# José Gervasio Artigas
José Gervasio Artigas, född 19 juni 1764 och död 23 september 1850, var en sydamerikansk general och Uruguays nationalhjälte.
Han deltog från och med 1811 i det argentinska frihetskriget och blev upprorsmännens ledare i sin födelseprovins, Uruguay. Då han i motsats till ledarna i provinsen Buenos Aires önskade en federativ republik, kom han i krig med denna stat. Även med Brasilien kom Artigas i krig, han måste lämna sitt land och erhöll 1820 en fristad hos Paraguays diktator, Francia, där han dog 1850. Han hyllas i Uruguay som statens grundare.